# Saâne-Saint-Just
Saâne-Saint-Just és un municipi francès situat al departament del Sena Marítim i a la regió de Normandia. L'any 2007 tenia 140 habitants.

## Demografia

### Població
El 2007 la població de fet de Saâne-Saint-Just era de 140 persones. Hi havia 52 famílies de les quals 12 eren unipersonals (4 homes vivint sols i 8 dones vivint soles), 20 parelles sense fills i 20 parelles amb fills.
La població ha evolucionat segons el següent gràfic:
Habitants censats

### Habitatges
El 2007 hi havia 65 habitatges, 53 eren l'habitatge principal de la família, 11 eren segones residències i 1 estava desocupat. Tots els 64 habitatges eren cases. Dels 53 habitatges principals, 43 estaven ocupats pels seus propietaris, 9 estaven llogats i ocupats pels llogaters i 1 estava cedit a títol gratuït; 2 tenien dues cambres, 9 en tenien tres, 7 en tenien quatre i 35 en tenien cinc o més. 42 habitatges disposaven pel capbaix d'una plaça de pàrquing. A 25 habitatges hi havia un automòbil i a 24 n'hi havia dos o més.

### Piràmide de població
La piràmide de població per edats i sexe el 2009 era:
| Homes | Edats   | Dones |
| ----- | ------- | ----- |
| 0     | 95 o +  | 0     |
| 0     | 90 a 94 | 0     |
| 0     | 85 a 89 | 0     |
| 0     | 80 a 84 | 0     |
| 0     | 75 a 79 | 4     |
| 0     | 70 a 74 | 0     |
| 8     | 65 a 69 | 4     |
| 8     | 60 a 64 | 4     |
| 4     | 55 a 59 | 0     |
| 8     | 50 a 54 | 8     |
| 4     | 45 a 49 | 16    |
| 0     | 40 a 44 | 4     |
| 4     | 35 a 39 | 0     |
| 0     | 30 a 34 | 4     |
| 8     | 25 a 29 | 0     |
| 4     | 20 a 24 | 8     |
| 4     | 15 a 19 | 8     |
| 12    | 10 a 14 | 0     |
| 4     | 5 a 9   | 0     |
| 4     | 0 a 4   | 0     |

## Economia
El 2007 la població en edat de treballar era de 97 persones, 60 eren actives i 37 eren inactives. De les 60 persones actives 54 estaven ocupades (30 homes i 24 dones) i 6 estaven aturades (2 homes i 4 dones). De les 37 persones inactives 16 estaven jubilades, 11 estaven estudiant i 10 estaven classificades com a «altres inactius».

### Ingressos
El 2009 a Saâne-Saint-Just hi havia 52 unitats fiscals que integraven 141 persones, la mediana anual d'ingressos fiscals per persona era de 19.545 €.

### Activitats econòmiques
Dels 3 establiments que hi havia el 2007, 1 era d'una empresa de construcció, 1 d'una empresa de serveis i 1 d'una entitat de l'administració pública.
L'únic servei als particulars que hi havia el 2009 era un electricista.
L'any 2000 a Saâne-Saint-Just hi havia 5 explotacions agrícoles.

## Poblacions més properes
El següent diagrama mostra les poblacions més properes.